# Доброслав Јевђевић
Доброслав Јевђевић (Милошевац, код Праче, 28. децембар 1895 — Рим, 2. октобар 1962) био је српски политичар и четнички војвода у Херцеговини током Другог светског рата.
Још као ученик био је члан Младе Босне, у чијим је оружаним активностима учествовао. После Првог светског рата био је члан четничког удружења и Организације југословенских националиста, народни посланик као члан Југословенске националне странке, вођа опозиције према краљу Александру све до убиства краља 1934.
Након Априлског рата, Јевђевић је постао четнички вођа у Херцеговини и ступио је у покрет Драже Михаиловића. Јевђевић је сарађивао са Италијанима, а касније и са Немцима против партизана. Иако је Јевђевић признавао ауторитет Драгољуба Михаиловића, бројни чиниоци су учинили Јевђевића независним од Михаиловићеве команде, осим онда када је сарађивао са Илијом Трифуновићем-Бирчанином, Михаиловићевим командантом Далмације, Херцеговине, западне Босне и југозападне Хрватске.
Током заједничке италијанско-четничке операције Алфа, Јевђевићеви четници, уз друге четничке одреде, су били одговорни за убиства између 500 и 1700 муслиманских и католичких цивила у области Прозора. Његове снаге су учествовале у једној од највећих операција сила Осовине против партизана, операције Вајс у зиму 1943. Његове снаге су се касније стопиле са другим колаборационистичким одредима који су се повукле према западу и стављене под команду Вишег СС и полицијског вође Одила Глобочника у оперативној зони Јадранско приморје. У лето 1945. побегао је у Италију, где је живео до своје смрти. Тамо је био доживотни почасни председник Организације српских четника „Равна Гора”, публициста и оснивач и уредник „Српских новина”.

## Биографија
Доброслав Јевђевић је рођен 28. децембра 1895. године у Милошевцу код Праче, у свештеничкој породици, као син протојереја Димитрија Јевђевића и мајке Анђелке. Јевђевић је васпитан у хришћанском духу. Средњу школу, гимназију, је похађао у Сарајеву и Београду. Доброславовог оца је на дан атентата ухапсила аустроугарска полиција због његових веза са организацијом Народна одбрана. Оптужен је за велеиздају, осуђен на смрт вешањем априла 1916. и стрељан у Бањалуци.
Јевђевић је био успјешан писац и песник у својој младости. Студирао је право на универзитетима у Загребу, Београду и Бечу и говорио је италијански, немачки и француски. Јевђевићева политичка каријера је почела 1918. Између два рата био је један од најутицајнијих српских политичара у Босни и Херцеговини. Био је члан Удружења четника Косте Пећанца.  Такође је био један од вођа Самосталне демократске странке и преко Организације југословенских националиста је предводио десно крило странке. Јевђевић је био на челу војвођанског дела ОPJУHA-e. Намеравао је да у сарадњи са Светозаром Прибићевићем организује „Марш на Београд” 1924. године, како би спречио стварање коалиције ХСС-а и радикала. Јевђевић је касније послао кандидат за скупштину опозиционе Југословенске националне странке у Краљевини Југославији, Четири пута је биран у југословенску Народну скупштину, представљајући рогатички срез, а затим и Нови Сад, и био је вођа опозиције током Шестојануарске диктатуре краља Александра. Премијер Богољуб Јевтић га је 1935. поставио за шефа пропаганде југословенске владе. Јевђевић је одобравао стварање Бановине Хрватске 1939. и заступао је стварање већег српског пандана који био укључио највећи дио Босне и Херцеговине.

### Други свјетски рат
Током Другог светског рата најпре је обављао политичке дужности у западним српским крајевима. Године 1942. добио је звање четничког војводе, а 1944. постаје начелник Команде ЈВуО за Горњу Лику и приморје, односно два корпуса која су постојала у тим крајевима: Личко-кордунашког и Приморског корпуса.
Колико је војвода Илија Трифуновић-Бирчанин, командант западнобосанских, личко-далматинских и херцеговачких четничких одреда, високо вредновао допринос војводе Јевђевића при изградњи и јачању четничке организације у Херцеговини, може се најјасније закључити из извјештаја који је послао 16. јула 1942. године генералу Драгољубу Михаиловићу:
У моменту када су партизани убили мајора пок. Бошка Тодоровића, четници су били у најкритичнијој ситуацији, а цео четнички покрет био је доведен у питање, јер су располагали са свега 350 бораца, док су партизани били апсолутни господари ситуације у Херцеговини држећи је чврсто са две пролетерске бригаде, укупне јачине преко 4000 бораца. У овако тешкој ситуацији, био ми је потребан човек изванредних политичких и војничких способности, агилан, неуморан и велике енергије. Ја сам га пронашао у личности мога сарадника и пријатеља г. Добросава Јевђевића, који је самном још новембра и децембра месеца прошле године, у два маха обилазио Херцеговину, пошто се још тада предвиђала партизанска инвазија. За то сам га крајем фебруара упутио на терен, давши му најшира овлаштења као главном претставнику источне Босне и Херцеговине. Захваљујући огромним напорима г. Јевђевића и неколицине нижих официра, који су спроводили акцију на терену, у року од непуна два месеца Херцеговина је радикално очишћена од партизана.

#### Операција Вајс
На састанку са Роатом новембра 1942. Јевђевић је издејствовао италијанско одобрење да се „легализује” још 3000 четника и да се цијела источна Херцеговина призна за „четничку зону”. Заузврат, четници су обећали да неће нападати муслиманске и хрватске цивиле и сложили су се да имају италијанске официре за везу у свим својим јединицама величине пука или јачим. Јевђевић се 15. новембра сложио са италијанском одлуком да почну да наоружавају муслиманске антипартизанске групе. Ово га је скоро стaјало главе, када га је неколико четника, који су се жестоко одупирали италијанском наоружавању хрватских и муслиманских антипартизанских формација, дошли у Мостар са намером да га убију.
До краја 1942. четничко-италијанска колаборација је била уобичајена ствар. Четничке снаге су биле укључене у италијанске планове за операцију Вајс, велику осовинску антипартизанску офанзиву која је требало да буде покренута 20. јануара 1943. Јевђевић је 3. јануара 1943. у Риму учествовао на осовинској конференцији пред операцију Вајс, заједно са вишим њемачким, италијанским и хрватским командантима. Ови планови су укључивали око 12.000 четника под Јевђевићевом командом. Иако су четници били сигурни да ће партизани бити уништени у долинама Неретве и Раме, могућност да Нијемци пређу преко италијанско-немачко демаркационе линије у источну Херцеговину (коју су четници сматрали облашћу под својом контролом) их је вероватно забрињавала, па је Јевђевић је 23. фебруара склопио споразум са Нијемцима да они неће прелазити Неретву и да ће се контакти Нијемаца и четника избегавати. На почетку операције Вајс, Јевђевић је склопио споразум за заједничко деловање са заповједником оружаних снага НДХ у Мостару. Касније у току операција Вајс, Јевђевић је преко Италијана затражио помоћ 7. СС дивизије Принц Еуген у одбрани Невесиња, које је било под јаким притиском партизана који су се пробили кроз четничке редове у бици на Неретви. Иако су и Италијани исто тражили, Нијемци су одбили, образлажући то да је ова дивизија резервисана за друге задатке.
Након смрти Илије Трифуновић-Бирчанина у фебруару, Јевђевић, Ђујић, Баћовић и Радован Иванишевић су обећали Италијанима да ће наставити Бирчанинову политику тесне колаборације у борби против усташа и партизана. Италијани су могли да врше притисак на Јевђевића, пошто су његов брат и вереница били интернирани у Италији. Михаиловић је можда мислио да је Јевђевић прекорачио своја овлашћења присуствујући осовинској конференцији у Риму приликом планирања операције Вајс и када је почетком 1943. југословенска избегличка влада одликовала Јевђевића Карађорђевом звездом, Михаиловић је прикрио вести због природе Јевђевићевог споразума са Италијанима. Тензије између Михаиловића и Јевђевића су постале толико очигледне да је Михаиловић наводно претио „да ће га обесити о најближе дрво”. У марту, Јевђевић је јавно затражио крај четничких убистава Хрвата у Херцеговини. После пораза на Неретви и у ишчекивању могућег савезничког искрцавања на јадранском приморју, Бенито Мусолини је маја 1943. коначно подлегао њемачком притиску и наредио италијанским војницима да сарађују у разоружавању четничких група. Јевђевић је одмах стављен у кућни притвор.
Његов кућни притвор није дуго потрајао. Већ следећег месеца је пуштен и Михаиловић га је послао у Словенију да га обавијести о стању тамошњих четника. Јевђевић је почео да ступа у контакт са Нијемцима прије италијанске капитулације септембра 1943. Отпутовао је у Рим 3. септембра преко Ријеке и ступио у контакт са њемачком обавештајном службом. Након њемачке окупације територије НДХ коју су раније држали Италијани, Јевђевић је отишао у Трст. Ту је помагао у организовању расељених четника и њиховом пребацивању у Опатију. Јевђевић се од друге половине 1943. године, стално кретао по Италији, Словеначком приморју и Љубљани, прикупљао податке о НОП и давао их разним обавештајним службама. У Трсту је остао до јануара 1944, када је прешао у Опатију са четницима из Трста који су стављени под његову команду. Затим је са својим четницима отишао у Илирску Бистрицу. Доласком у Италију Михаиловићевих делегата са Живком Топаловићем на челу, половином 1944. године, Новакова и Јевђевићева функција изгубила је сваки значај.

#### Повлачење и емиграција
Преосталих Јевђевићевих 3.000 бораца ca четницима Момчила Ђујића, Љотићевим Српским добровољачким корпусом, и остацима Недићевог Српског ударног корпуса, cy стављени под команду СС-обергрупенфирера Одила Глобочника, вишег СС и полицијског вође и заповедника оперативне зоне Јадранско приморје. Упркос томе, они су покушали да контактирају западне Савезнике у нади да ће осигурати страну помоћ за предложену антикомунистичку офанзиву са циљем да поново успоставе монархистичку Југославију. Одреди Јевђевићевих четника, заједно са три пука СДК су 11. априла умарширали у северозападну Хрватску у нади да ће се спојити са Црногорским добровољачким корпусом Павла Ђуришића, који је путовао кроз Босну у нади да ће стићи до Словеније. Покушај спасавања Ђуришићевих четника је дошао прекасно, јер су их већ поразиле трупе НДХ у бици на Лијевчу пољу, после које је Ђуришић заробљен и убијен. Ова група се повукла на север у Словенију, сукобљавајући се са партизанима пре повлачења у Словенију. Ове четнике су на крају примили Савезници и изручили Југославији, где су их партизани делом стрељали. Јевђевић је остао врло утицајан међу четницима после рата.
Поручник Неђељко Б. Плећаш, у својој мемоарској књизи „Ратне године 1941—1945”, војводу Јевђевића описује следећим речима: „Он је схватио, боље него ико други, да је после ратне трагедије (априла 1941) био најважнији посао да се спасу српски животи. Томе се циљу он био сав посветио. Он је све гледао српским очима. Није се заносио ни Савезницима, ни окупаторима, ни пријатељима ни непријатељима, већ је вагао на националном кантару и мотрио ко ће у ком моменту више користити нашем народном интересу. У том раду, он се понекад огрешио о интересе Савезника, често се грешио о интересе окупатора, али се никада није огрешио о интересе српског народа”.
Војвода Јевђевић је у емиграцији је био доживотни почасни председник Организације српских четника „Равна Гора”.  Објавио је књигу четничких новела „Капи крви” (1950), као и књиге „Сарајевски завереници” (1953—1954) и „Од Индије до Србије — три хиљаде година српске историје” (1961). Основао је и уређивао „Српске новине”.
Умро је у Риму 2. октобра 1962. године. Сахрањен је 6. октобра на римском Некатоличком гробљу.

## Галерија
- Документ Централне обавештајне агенције који илуструје ток информација праћења војводе Јевђевића
- Примерак Српских новина о сахрани војводе Јевђевића
- Милан Цвјетићанин на сахрани војводе Јевђевића
- Гроб војводе Јевђевића у Риму